# Властиміл Піцек
Властиміл Піцек (чеськ. Vlastimil Picek; нар. 25 жовтня 1956, Турнов) — чеський військовий і політичний діяч, генерал армії Збройних сил Чеської Республіки, начальник Генерального штабу Армії Чеської Республіки у 2007 — 2012 роках, міністр оборони Чехії в урядах Петра Нечаса (з 19 березня 2013 року) та Їржі Руснока (з 10 липня 2013 року до 29 січня 2014 року). 13 листопада 2014 року обраний головою (старостою) міста Брандіс-над-Лабою-Стара-Болеслав.

## Освіта
У 1975 році закінчив Військово-технічну спецшколу в Нове Место-над-Вагом (Словаччина) та через рік вступив до Військової академії до Брно, яку закінчив у 1981 році. У 1978 — 1983 роках займався науковими дослідженнями у Військовій академії Брно, останнім з яких було дослідження в галузі воєнної розвідки.
У 1993 році здобув вчений ступінь інженера (Ing.) в Чеському технічному університеті Праги, у 1997 році пройшов вищий академічний курс Генерального штабу у Воєнній академії Брно.

## Військова кар'єра

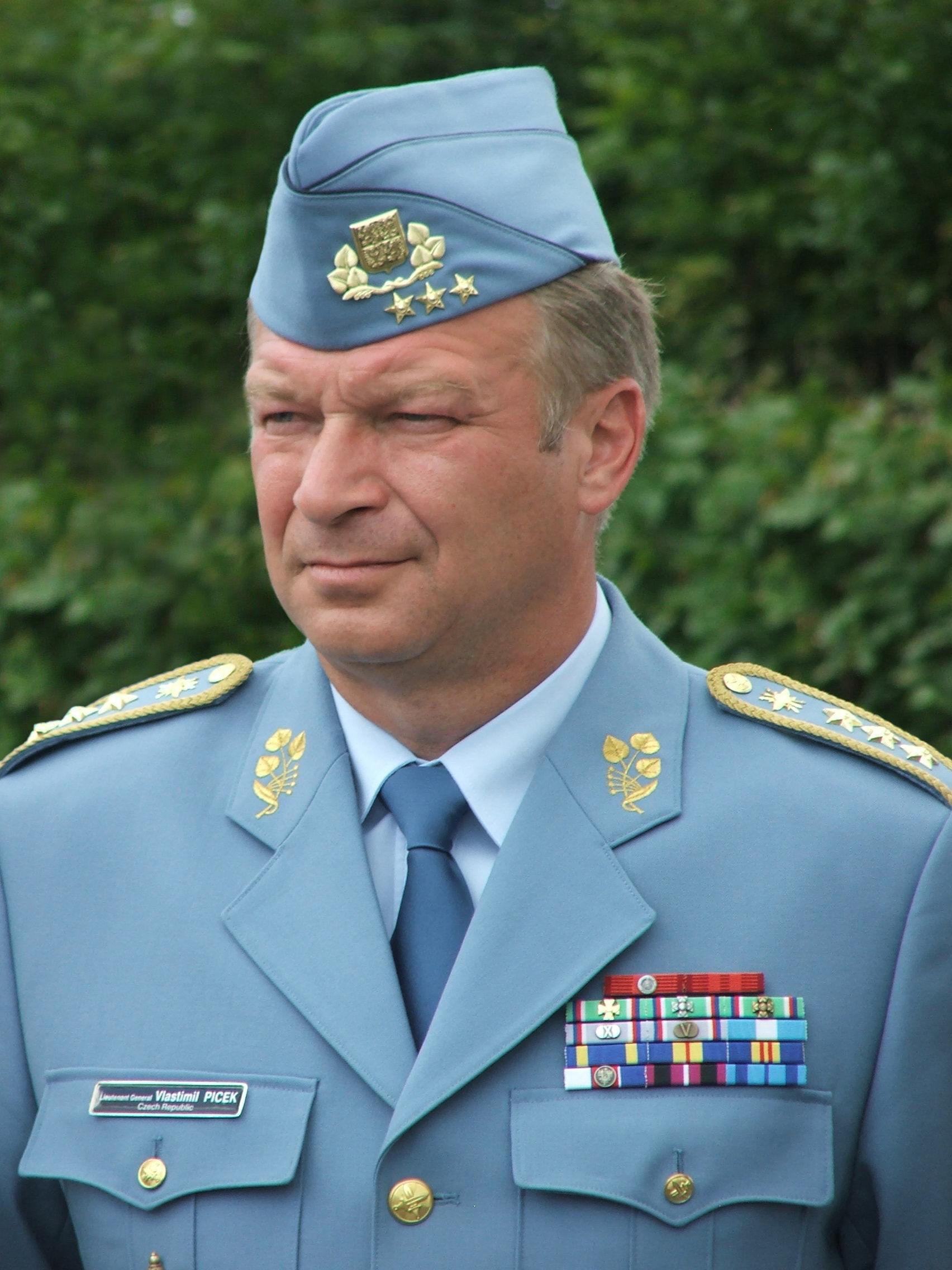
Властиміл Піцек у чині генерал-поручика Армії Чеської Республіки. 2008 рік

Військова кар'єра Піцека почалася в 1975 році, коли він вступив до Чехословацької армії старшим радіомеханіком військ зв'язку (служив на цій посаді до 1978 року). До 1983 року Піцек дослужився до посади заступника командира батальйону з технічної частини.
У 1986 році Піцека призначили старшим офіцером командування ППО Чехословаччини (чеськ. PVOS), у 1989 році обійняв посаду начальника спільної групи ППО—ВВС, а в 1993 році — начальника військ зв'язку командування 4-го корпусу ППО. У 1994 році Піцек перейшов на службу в Генеральний штаб Армії Чеської Республіки, обійнявши посаду начальника відділення відділу військ зв'язку, а через рік — посаду заступника начальника військ зв'язку Генерального штабу.
У 1996 році обійняв посаду начальника військ зв'язку Генерального штабу Армії, а наступного року — посаду начальника відділу оперативно-тактичних систем командування та управління Генерального штабу, яку обіймав до 2000 року, коли Піцек отримав призначення начальником секції командування й управління та одночасно начальником військ зв'язку Генерального штабу Армії. У 2001—2003 роках обіймав посади начальника військ зв'язку Генерального штабу Армії та директора з безпеки Міністерства оборони Чехії.
1 травня 2003 року Властиміл Піцек отримав призначення начальником Військової канцелярії президента Чеської Республіки. Після чотирьох років керівництва Військовою канцелярією, 1 березня 2007 року президент Чехії Вацлав Клаус призначив його начальником Генерального штабу Армії Чеської Республіки.

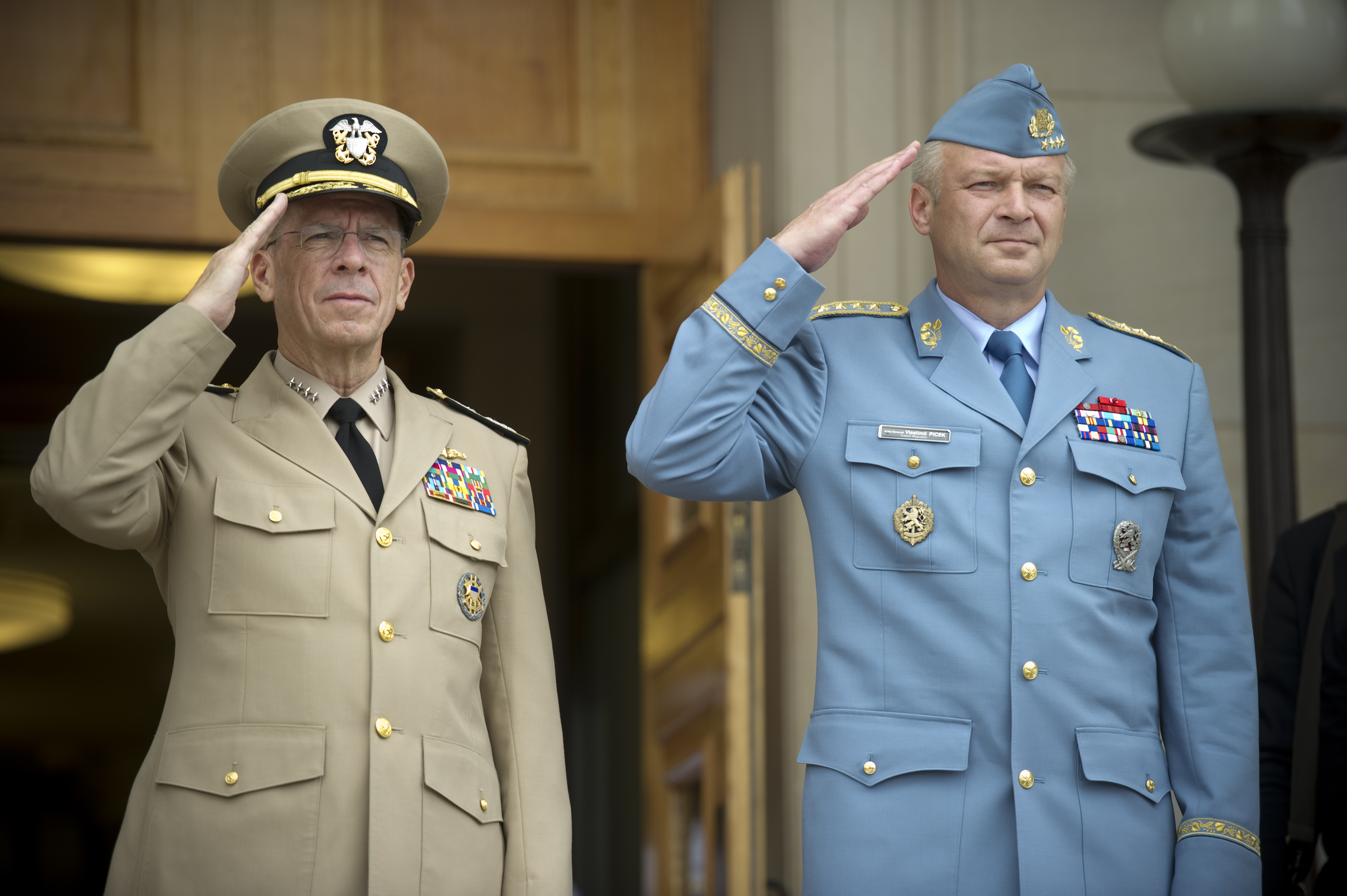
Голова Об'єднаного комітету начальників штабів США адмірал Майкл Маллен і начальник Генерального штабу Армії ЧР генерал армії Властиміл Піцек, Пентагон, 29 липня 2010 року

Як пріоритетне завдання перед новим начальником Генерального штабу було поставлено продовження реформування чеської армії, зокрема, підвищення боєздатності військових підрозділів, що направляються Чехією до складу сил швидкого реагування НАТО та військового угруповання Євросоюзу. Під час перебування на посаді начальника Генштабу генерал Піцек докладав усіх зусиль для збереження і навіть збільшення розміру чеського військового контингенту, який бере участь у закордонних місіях (насамперед у Косові й Афганістані), попри те, що у травні 2007 року чеський контингент в Афганістані поніс перші людські втрати. Після схвалення нижньою палатою парламенту Чехії, що далося великою працею, продовження участі чеського військового контингенту в закордонних місіях на 2009 рік Властиміл Піцек заявив, що зробить все від нього залежне для того, щоб добре ім'я чеської армії серед її союзників зберігалося.
30 червня 2012 року Піцек пішов у відставку з посади начальника Генерального штабу Армії ЧР у зв'язку із закінченням терміну службового контракту в збройних силах, хоча термін його контракту спливав лише в жовтні. Про свій майбутнє рішення Піцек заявив у 2011 році, проте вперше про його можливу відставку заговорили ще у 2010 році у зв'язку з призначенням Александра Вондри новим міністром оборони. Попри це, Александр Вондра згодом добре оцінив спільну роботу з Піцеком.
Період перебування Піцека на чолі Генерального штабу Армії ЧР відзначений його прагненням скоротити бюрократичний апарат у командуванні армією, що непомірно розрісся (за Піцека, кількість генералів в апараті Генштабу скоротилася до двадцяти) і тривалим протистоянням з міністерством оборони у питанні постачання іспанських військово-транспортних літаків CASA C-295М, якими планувалося замінити застарілі Ан-26. Вперше міністерство оборони, очолюване тоді Властою Паркановою, безуспішно спробувало отримати схвалення начальника Генерального штабу щодо укладання контракту на купівлю чотирьох CASA C-295М у червні 2007 року. Через рік стало відомо про звіт, надісланий Піцеком міністру оборони, в якому вказувалося на незадовільні результати експертних випробувань та недостатні технічні характеристики цих літаків — місткість, швидкість, безпека. За словами Піцека, CASA C-295М не зможе навіть долетіти з Чехії до Афганістану без проміжної посадки. Крім того, Піцек вважав суму контракту в 3,6 млрд крон надмірно завищеною. Після дворічного тиску міністерство оборони навесні 2009 року досягло мовчазної згоди Генерального штабу на підписання контракту. Надалі укладання цього контракту стало предметом розслідування антимонопольних і правоохоронних органів.
Згідно з характеристикою на сайті Міністерства оборони Чехії, в період перебування Властиміла Піцека на посаді начальника Генерального штабу було проведено масштабну реорганізацію всієї системи командування й управління Армією Чеської Республіки, оптимізацію армії, включно з сержантським складом, суттєвою військово-технічною модернізацією.

### Вищі військові звання
Властимілу Піцеку з 2001 року було присуджено наступні вищі військові звання Армії Чеської Республіки:
|  | Бригадний генерал з 20 березня 2001 |
|  | Генерал-майор з 8 травня 2003       |
|  | Генерал-поручик з 8 травня 2006     |
|  | Генерал армії з 28 жовтня 2009      |

### Нагороди
Державні (Чехословаччина)
- Медаль «За службу Батьківщині»
- Медаль «За заслуги в захисті Батьківщини»

Відомчі
- Похвальний хрест Міністра оборони Чеської Республіки ІІІ-І ступеня
- Медаль Армії Чеської Республіки ІІІ ступенів
- Почесна пам'ятка «50 років НАТО»
- Почесний пам'ятний знак «За службу в миротворчій операції на Балканах»
- Почесний пам'ятний знак «Пршемисла Отакара II, короля залізного та золотого»[4][3]
- Золота медаль Президента Чеської Республіки[14]

Іноземні
- Командорський хрест ордену Почесного легіону (Франція)[15]

## Робота в Міністерстві оборони
18 вересня 2012 року Властиміл Піцек отримав призначення першого заступником міністра оборони Александра Вондри. Одним із досягнень перших трьох місяців роботи Піцека на новій посаді стало успішне проведення найважливіших переговорів про оренду шведських винищувачів Saab JAS 39 Gripen. Попри це, 13 грудня 2012 року новий Міністр оборони Чехії Кароліна Пік наступного ж дня після свого призначення відправила Піцека у відставку разом із двома іншими високопоставленими функціонерами Міністерства оборони. Своє рішення Піке пояснила наміром призначити на посади цивільних осіб, які звільнилися, що, за її твердженням, необхідно для дотримання принципу цивільного контролю над армією. При цьому Пік заявила: «До пана генерала армії Властиміла Піцека я ставлюся із захопленням і висловлюю подяку за все, що він зробив для армії та Чеської Республіки». Звільнення Піцека й інших генералів викликало різку критику президента Клауса та прем'єр-міністра Нечаса, це призвело до зняття Кароліни Пік з посади міністра оборони 20 грудня того ж року.

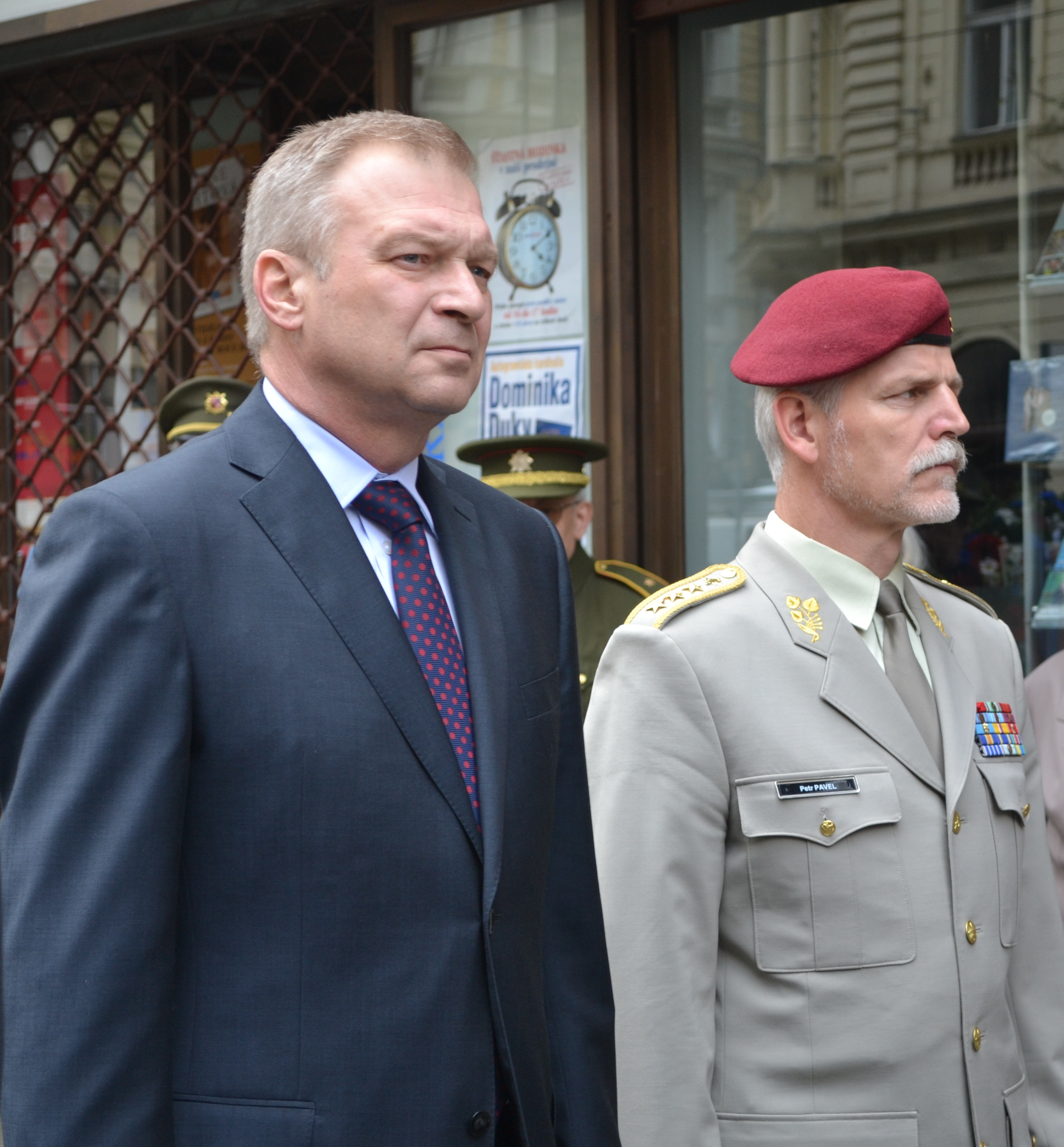
Міністр оборони Властиміл Піцек і начальник Генерального штабу Армії Чеської Республіки Петр Павло перед будівлею Чеського радіо 5 травня 2013 року в 68-у річницю початку Празького повстання

21 грудня президент Клаус передав міністерство оборони у безпосереднє управління прем'єр-міністра Петра Нечаса, який негайно повернув Піцека на посаду першого заступника міністра оборони. Через три місяці, 19 березня 2013 року, новий президент Чехії Мілош Земан призначив Властиміла Піцека на посаду міністра оборони в уряді Нечаса. Після відставки уряду Нечаса 17 червня 2013 року Піцек обійняв посаду міністра оборони в новому уряді Їржі Руснока.
На посаді міністра оборони Піцек продовжив роботу з модернізації та переозброєння Армії Чеської Республіки. У липні 2013 року він домігся схвалення Палатою депутатів Парламенту продовження договору лізингу 14-ти шведських винищувачів Saab JAS 39 Gripen, який закінчувався наприкінці 2014 року. Непрості переговори про продовження договору велися цілих два роки. На початку січня 2014 року, однак, було ухвалено рішення про зупинення переговорів щодо продовження договору до формування нового уряду. Одночасно було досягнуто згоди про продаж 28 невикористовуваних армією навчально-бойових літаків L-159 компанії Draken International (США).
У листопаді 2013 року міністр оборони Піцек заявив про початок повного переозброєння армії та перехід на нові типи стрілецької зброї чеського виробництва, оснащені новими типами магазинів, що відповідають стандартам НАТО. План переозброєння було розраховано до 2020 року. Загальна вартість програми переозброєння новими типами стрілецької зброї була оцінена в 1,25 млрд крон (близько 60 млн доларів).
Піцек брав участь у розвитку військового партнерства Чехії з іншими державами, насамперед у рамках НАТО. Зокрема, 21 вересня 2013 року в Остраві міністр оборони Чехії та міністр оборони Словаччини Мартін Глвач підписали договір про співпрацю в галузі оборони.
Незадовго до відставки уряду Руснока Піцек разом із начальником Генерального штабу Петром Павлом супроводжував президента Земана під час його візиту до Афганістану, де відвідав чеських військовослужбовців у Кабулі та на авіабазі в Баграмі.

## Політична діяльність
Після відходу уряду Руснока 29 січня 2014 року Властиміл Піцек прийняв пропозицію президента Чехії Мілоша Земана обійняти посаду спеціального радника президента з питань армії та безпеки.
У 2014 році Піцек очолив політичний рух «Підтримка громадян» (чеськ. «Podpora Občanů») на виборах до муніципальних зборів міста Брандіс-над-Лабою-Стара-Болеслав 10—11 жовтня 2014 року. За підсумками голосування п'ять кандидатів руху на чолі з Піцеком були обрані до муніципальних зборів міста. Після цього в муніципальних зборах було створено коаліцію обраних до нього представників політичних рухів «Підтримка громадян», «Наше двоєграддя» (чеськ. «Naše dvojměstí») та «За спорт і здоров'я» (чеськ. «Pro sport a zdraví»), яка висунула Піцека кандидатом на посаду голови (старости) міста Брандіс-над-Лабою-Стара-Болеслав. 13 листопада 2014 року переважною більшістю депутатів муніципальних зборів Властиміла Піцека обрали новим старостою міста Брандіс-над-Лабою-Стара-Болеслав.

## Сім'я
Дружина — Дагмар Піцкова, сини — Ондржей Піцек, голова правління та комерційний директор будівельної компанії CGM Czech a.s., і Томаш Піцек.